# Steel de Bethlehem (1907-1930)
Pour l’article homonyme, voir Bethlehem Steel FC.
Ne doit pas être confondu avec Bethlehem Steel.
Maillots
Le Steel de Bethlehem était un club américain de soccer basé à Bethlehem en Pennsylvanie, fondé en 1907 et disparu en 1930, avec l'un des plus grands palmarès au pays. L'équipe est indissociable du Bethlehem Steel, entreprise d'aciérie qui opère le club durant toute son existence.

## Histoire

### Origines et premiers succès

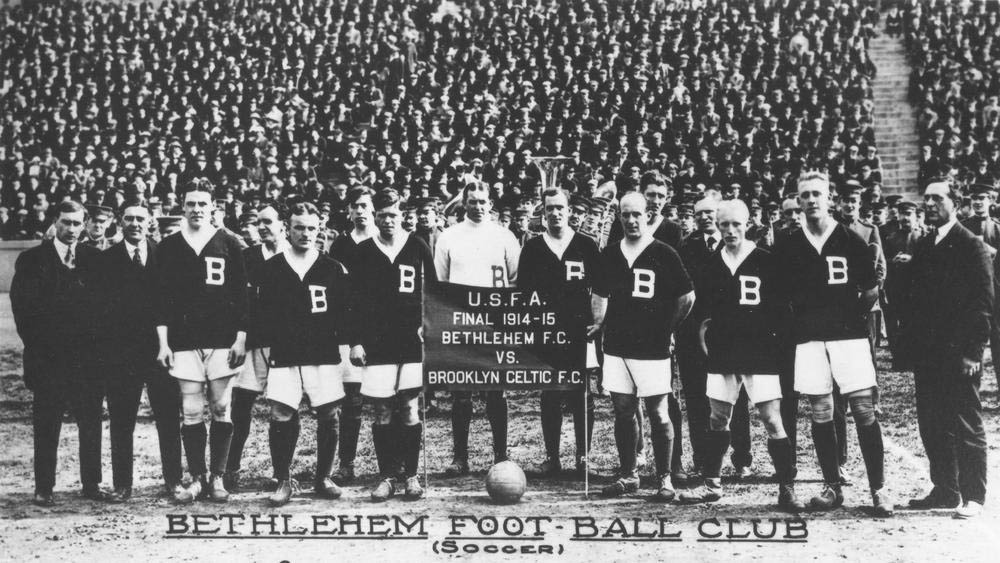
Le Bethlehem Steel avant la dernière rencontre de la saison 1914-1915 contre le Brooklyn Celtic.

Le premier ballon de soccer arrive à Bethlehem en 1904 selon un article du The Bethlehem Globe daté du 2 juin 1925. Les ouvriers de l'entreprise de Bethlehem Steel jouent alors des rencontres lors de leur temps libre. Le 17 novembre 1907, le Bethlehem Football Club, premier nom du club, participe à sa première rencontre officielle contre le West Hudson AA, s'inclinant par la marque de 11-2 tandis que son adversaire est alors considéré comme l'une des meilleures équipes professionnelles dans le pays. En 1913, l'entreprise du Bethlehem Steel construit le premier stade entièrement destiné au soccer avec des gradins et inaugure donc le Bethlehem Steel Athletic Field, succédant au East End Field.
L'année suivante, en 1914, Charles Schwab, propriétaire de la Steel Company, professionnalise l'équipe en y intégrant parmi les meilleurs joueurs au pays afin de devenir plus compétitif et change également le nom du club qui devient Bethlehem Steel Football Club. L'apport de nouveaux joueurs en provenance de l'Écosse ou de l'Angleterre est donc acté. De 1911 à 1915, le club est membre de la Allied American Foot Ball Association, une ligue amateure, avant d'intégrer la American Soccer League of Philadelphia, une autre ligue amateure, pour la saison 1915-1916. En 1916-1917, le Steel FC n'est associé à aucune ligue et ne participe alors qu'à des rencontres amicales ou de coupes, atteignant la finale de la National Challenge Cup et triomphant en American Cup. L'année suivante, le club rejoint la ligue professionnelle de la National Association Foot Ball League.

### Parcours en American Soccer League

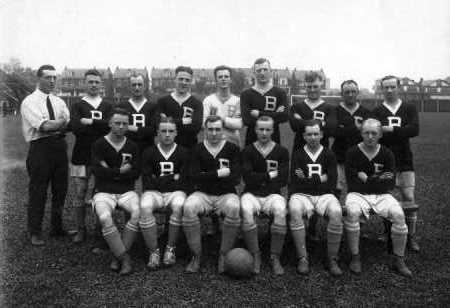
Photo du Bethlehem Steel FC vers juillet 1921.

En 1921, plusieurs équipes de la NAFBL et des ligues régionales se retrouvent pour former la American Soccer League. Bien qu'elle soit une des meilleures équipes de la ligue, les propriétaires du Steel FC décident de dissoudre la franchise à l'été 1921 pour former le Philadelphia Field Club, le personnel sportif étant transféré dans la nouvelle structure.
Même si le Philadelphia FC remporte son premier championnat en ASL, le club fait face à des difficultés financières et un manque de soutien populaire. Les propriétaires prennent alors la décision de rapatrier l'équipe à Bethlehem, reprenant la même identité que celle laissée un an auparavant.
En 1925, Bethlehem ainsi que toutes les équipes de la ASL boycottent la National Challenge Cup. Alors que cette décision créé des tensions avec la United States Football Association, aucune sanction sérieuse n'est imposée. Malgré tout, en 1928, la ASL renouvelle son boycott et lorsque le Bethlehem Steel décide de ne pas suivre la directive, la ligue exclut le club de la compétition. Sous l'influence de la USFA, le Steel FC ainsi que deux autres équipes ayant connu le même sort, rejoignent la Southern New York State Soccer Association afin de créer la Eastern Soccer League. Cet événement, partie intégrante de la Soccer War, jumelé à la Grande Dépression, dévaste entièrement la ASL, la ESL et le Bethlehem Steel FC. Si le Steel FC rejoint de nouveau la ASL en 1929, les séquelles économiques sont trop profondes et la franchise est dissoute après la saison printanière de 1930, la ASL suivra en 1933,.

### Héritage du Steel FC

Logo de l'équipe de USL

En février 2013, l'Union de Philadelphie, franchise de Major League Soccer, dévoile son maillot alternatif qui rend hommage au Bethlehem Steel FC,. Cet uniforme est majoritairement noir, avec des bandes blanches et on y retrouve le logo du Steel au bas du maillot.
Le 27 octobre 2015, le nom de Steel de Bethlehem est retenu pour la nouvelle équipe réserve de l'Union de Philadelphie qui évolue à compter de 2016 en United Soccer League.

### Palmarès
| Compétitions nationales | Compétitions en amateur |
| - National Challenge Cup (5) : - Vainqueur : 1915, 1916, 1918, 1919 et 1926. - Finaliste : 1917. - American Cup (6) : - Vainqueur : 1914, 1916, 1917, 1918, 1919 et 1924. - Finaliste : 1920. - American Soccer League (1) : - Champion : 1927. - Vice-champion : 1923, 1924 et 1925. - National Association Foot Ball League (3) : - Champion : 1919, 1920 et 1921. - Eastern Soccer League (2) : - Champion : 1929 et automne 1929. | - Allied American Foot Ball Association (2) : - Champion : 1913 et 1914. - Vice-champion : 1912. - American League of Philadelphia (1) : - Champion : 1915. - Vice-champion : 1916. |

## Bilan saison par saison
| Saison    | Niveau                       | Ligue                        | Saison rég.                    | Séries                       | Challenge Cup                | American Cup         |
| --------- | ---------------------------- | ---------------------------- | ------------------------------ | ---------------------------- | ---------------------------- | -------------------- |
| 1911-1912 |                              | AAFBA                        | Inconnu                        | Finale                       | Pas de coupe                 | Non inscrit          |
| 1912-1913 |                              | AAFBA                        | Champion                       | Pas de séries                | Pas de coupe                 | Non inscrit          |
| 1913-1914 |                              | AAFBA                        | Champion                       | Pas de séries                | Troisième tour               | Champion             |
| 1914-1915 |                              | ALP                          | Champion                       | Pas de séries                | Champion                     | Demi-finale          |
| 1915-1916 |                              | ALP                          | Deuxième                       | Pas de séries                | Champion                     | Champion             |
| 1916-1917 |                              | Non inscrit dans une ligue   | Non inscrit dans une ligue     | Non inscrit dans une ligue   | Finale                       | Champion             |
| 1917-1918 |                              | NAFBL                        | Deuxième                       | Pas de séries                | Champion                     | Champion             |
| 1918-1919 |                              | NAFBL                        | Champion                       | Pas de séries                | Champion                     | Champion             |
| 1919-1920 |                              | NAFBL                        | Champion                       | Pas de séries                | Quarts de finale             | Finale               |
| 1920-1921 |                              | NAFBL                        | Champion                       | Pas de séries                | Deuxième tour                | Demi-finale          |
| 1921-1922 | voir Philadelphia Field Club | voir Philadelphia Field Club | voir Philadelphia Field Club   | voir Philadelphia Field Club | voir Philadelphia Field Club |                      |
| 1922-1923 | 1                            | ASL                          | Deuxième                       | Pas de séries                | Troisième tour               | Deuxième tour        |
| 1923-1924 | 1                            | ASL                          | Deuxième                       | Pas de séries                | Demi-finale                  | Champion             |
| 1924-1925 | 1                            | ASL                          | Deuxième                       | Pas de séries                | Non inscrit                  | Compétition disparue |
| 1925-1926 | 1                            | ASL                          | Quatrième                      | Pas de séries                | Champion                     | Compétition disparue |
| 1926-1927 | 1                            | ASL                          | Champion                       | Pas de séries                | Demi-finale                  | Compétition disparue |
| 1927-1928 | 1                            | ASL                          | Deuxième / Quatrième           | Demi-finale                  | Premier tour                 | Compétition disparue |
| 1928-1929 | 1                            | ASL                          | Se retire après six rencontres | Pas de séries                | N/A                          | Compétition disparue |
| 1928-1929 |                              | ESL                          | Champion                       | Pas de séries                | Quarts de finale             | Compétition disparue |
| 1929      |                              | ESL                          | Champion                       | Pas de séries                | N/A                          | Compétition disparue |
| 1930      | 1                            | ASL                          | Septième (Printemps)           | Pas de séries                | Demi-finale                  | Compétition disparue |

## Stades
Le Bethlehem Steel FC joue ses rencontres à domicile au East End Field de Bethlehem en Pennsylvanie, dans la Lehigh Valley avant que l'entreprise ne construise le premier stade destiné au soccer avec des gradins en Amérique du Nord sur l'Avenue Elizabeth, l'enceinte prenant le nom de Bethlehem Steel Athletic Field.

## Joueurs emblématiques

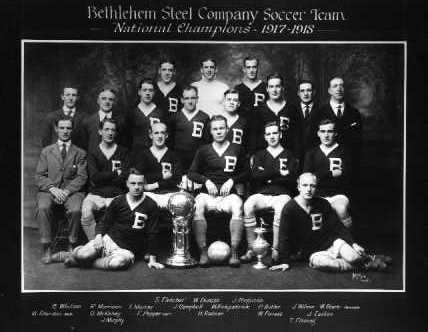
L'équipe ayant remporté le titre national en 1917-1918.

Parmi les joueurs les plus illustres à avoir porté l'uniforme du Bethlehem Steel FC, on peut mentionner Archie Stark, attaquant très prolifique de 1924 à 1930 qui atteint la barre des 70 buts en une saison en 1924-1925, lui permettant de devenir le meilleur buteur sur une saison avant que Lionel Messi ne surpasse son record en 2011-2012. D'autres joueurs emblématiques complètent la liste comme Bill Carnihan qui joue pour le Steel FC de 1922 à 1930, Tom Gillespie ou encore Malcolm Goldie.
L'équipe a compté dans ses rangs l'international américain passé par le Red Bull Salzburg et Leeds United Brenden Aaronson entre 2017 et 2018.

## Entraîneurs
Parmi les entraîneurs du Bethlehem Steel FC, seuls quatre nous sont connus et leur période à la tête de l'équipe est encore peu précise.
| Rang | Période       | Nom              |
| ---- | ------------- | ---------------- |
| 1    | 1909          | Harry Trend      |
| 2    | 1913          | Harry Carpenter  |
| 3    | inconnue-1924 | William Sheridan |
| 4    | 1925-1928     | Jimmy Easton     |
| 5    | 1930          | William Sheridan |